# World Charter for Prostitutes' Rights
Het World Charter for Prostitutes' Rights (Nederlands: Wereldhandvest voor de Rechten van Prostituees/és) is een rechtenverklaring die in 1985 werd aangenomen ter bescherming van sekswerkersrechten (ook wel prostituee/é-rechten genoemd) wereldwijd. De tekst werd op 15 februari 1985 aangenomen op het eerste Wereldhoerencongres in Amsterdam door het nieuw opgerichte International Committee for Prostitutes' Rights (ICPR; tegenwoordig European Sex Workers' Rights Alliance, ESWA). Het Charter legde de grondslag voor een benadering van prostitutie op basis van de mensenrechten en eiste dat sekswerkers de garantie kregen op onder meer vrijheid van meningsuiting, reizen, immigratie, arbeid, huwelijk, moederschap, gezondheid en huisvesting. Deze benadering is daarna verder uitgewerkt door de sekswerkersrechtenbeweging.

## Achtergrond
Het World Charter kwam voort uit de beweging van prostituees/és oftewel sekswerkers die midden jaren 1970 was ontstaan. Het onderscheid tussen vrijwillige en gedwongen prostitutie werd ontwikkeld door de beweging als reactie op bepaalde feministen en anderen die iedere vorm van prostitutie als uitbuiting beschouwden. Het World Charter for Prostitutes' Rights roept op tot de decriminalisering van "alle aspecten van volwassen prostitutie voortkomend uit individuele keuzes." Het wereldhandvest stelt verder dat prostituees/és de garantie moeten krijgen op "alle mensenrechten en burgerlijke vrijheden", waaronder vrijheid van meningsuiting, reizen, immigratie, arbeid, huwelijk en moederschap, plus het recht op werkloosheidsverzekering, zorgverzekering en huisvesting. Bovendien roept het World Charter op tot bescherming van "arbeidsnormen" – waaronder het afschaffen van wetten die op enigerlei wijze prostitutie proberen te zoneren – en eist voor sekswerkers de vrijheid op om hun werkplaats en woonplaats te kiezen en "om hun diensten te leveren onder de omstandigheden die volledig door henzelf zijn bepaald en door niemand anders." Tot slot eist het World Charter dat sekswerkers normale belastingen dienen te betalen "op dezelfde basis als andere zelfstandige opdrachtnemers en werknemers" en om dezelfde belastingvoordelen te genieten.

## Tekst
Wetgeving

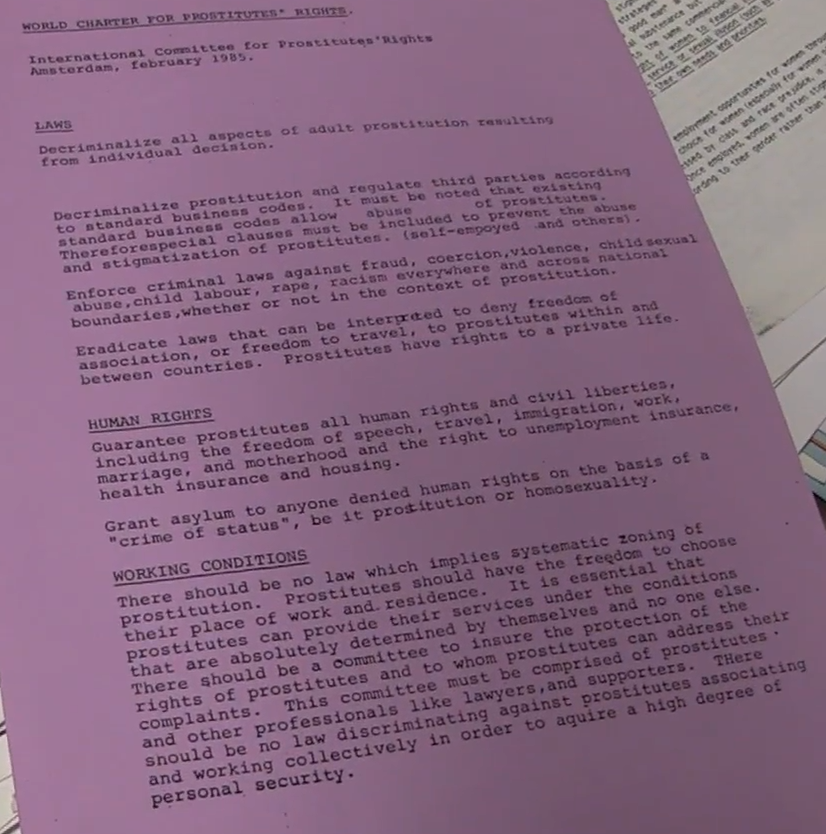
Pagina 1/2 van een origineel exemplaar van het World Charter for Prostitutes' Rights, geschreven op 15 februari 1985 op het eerste Wereldhoerencongres te Amsterdam

- Decriminaliseer alle aspecten van volwassen prostitutie voortkomend uit individuele keuzes.
- Decriminaliseer prostitutie en reguleer derden volgens standaard beroepscodes. Bestaande standaard beroepscodes maken uitbuiting van prostitutees/és mogelijk. Derhalve moeten er speciale clausules worden opgenomen ter voorkoming van de uitbuiting en stigmatisering van prostitutees/és (zelfstandigen en anderen).
- Handhaaf de strafwetten tegen fraude, dwang, geweld, seksueel kindermisbruik, kinderarbeid, verkrachting, racisme overal en over landsgrenzen heen, al dan niet in de context van prostitutie.
- Ban alle wetten uit die kunnen worden geïnterpreteerd als het ontzeggen van de vrijheid van vereniging of de vrijheid van reizen aan prostituees/és binnen en tussen landen. Prostituees/és hebben recht op een privéleven.

Mensenrechten
- Garandeer prostituees/és alle mensenrechten en burgerlijke vrijheden, waaronder de vrijheid van meningsuiting, reizen, immigratie, werk, huwelijk en moederschap en het recht op werkloosheidsverzekering, zorgverzekering en huisvesting.
- Verleen asiel aan iedereen aan wie mensenrechten worden ontzegd op basis van een "statusmisdrijf", of het nu prostitutie of homoseksualiteit is.

Arbeidsomstandigheden
- Er dient geen wetgeving te zijn die een systematische zonering van prostitutie inhoudt. Prostituees/és moeten de vrijheid hebben om hun werk- en verblijfplaats te kiezen. Het is essentieel dat prostituees/és hun diensten kunnen verlenen onder de omstandigheden die volledig door henzelf zijn bepaald en door niemand anders.
- Er moet een commissie komen die de rechten van prostituees/és beschermt en waar prostituees/és met hun klachten terecht kunnen. Deze commissie moet bestaan uit prostituees/és en andere professionals zoals advocaten en belangenbehartigers.
- Er dient geen wetgeving te zijn die discrimineert tegen prostituees/és die zich verenigen en collectief werken om een hoge mate van persoonlijke veiligheid te verkrijgen.

Gezondheid
- Alle vrouwen en mannen moeten worden voorgelicht over periodieke gezondheidscontroles op seksueel overdraagbare aandoeningen. Aangezien gezondheidscontroles historisch zijn gebruikt om prostituees/és te controleren en te stigmatiseren, en aangezien volwassen prostituees/és zich over het algemeen nog meer bewust zijn van seksuele gezondheid dan anderen, zijn verplichte controles voor prostituees/és onaanvaardbaar, tenzij ze verplicht zijn voor alle seksueel actieve mensen.

Dienstverlening
- Werkgelegenheid, begeleiding, juridische en huisvestingsdiensten voor weggelopen kinderen moeten worden gefinancierd om kinderprostitutie te voorkomen en het welzijn en de kansen van kinderen te bevorderen.
- Prostituees/és moeten dezelfde sociale voorzieningen hebben als alle andere burgers volgens de verschillende regels in verschillende landen.
- Opvanghuizen en diensten voor werkende prostituees/és, en omscholingsprogramma's voor prostituees die uit het vak willen stappen, moeten worden gefinancierd.

Belastingen
- Er mogen geen speciale belastingen worden geheven op prostituees/és of prostitutiebedrijven.
- Prostituees/és dienen reguliere belastingen te betalen op dezelfde basis als andere zelfstandige opdrachtnemers[b] en werknemers, en zouden dezelfde voordelen moeten ontvangen.

Publieke opinie
- Ondersteun educatieve programma's om sociale houdingen te veranderen die prostituees/és en ex-prostituees/és van welk ras, geslacht of nationaliteit dan ook stigmatiseren en discrimineren.
- Ontwikkel educatieve programma's die de samenleving laten begrijpen dat de klant een cruciale rol speelt in het fenomeen prostitutie, een rol die over het algemeen genegeerd wordt. De klant moet echter, net als de prostituee/é, niet op morele gronden worden gecriminaliseerd of veroordeeld.
- Wij zijn solidair met werknemers in de seksindustrie.

Organisatie
- Organisaties van prostituees/és en ex-prostituees/és dienen te worden ondersteund om de implementatie van bovenstaand handvest te bevorderen.

## Impact
In een artikel dat de publicatie van het Wereldhandvest aankondigde, berichtte United Press International: "Vrouwen uit het oudste beroep ter wereld, sommigen met exotische maskers om hun identiteit te beschermen, riepen vrijdag op 's werelds eerste internationale conventie voor prostituees de samenleving op om hen niet langer als criminelen te behandelen."[dode link]

### Steun: ontwikkeling van een mensenrechtenbenadering

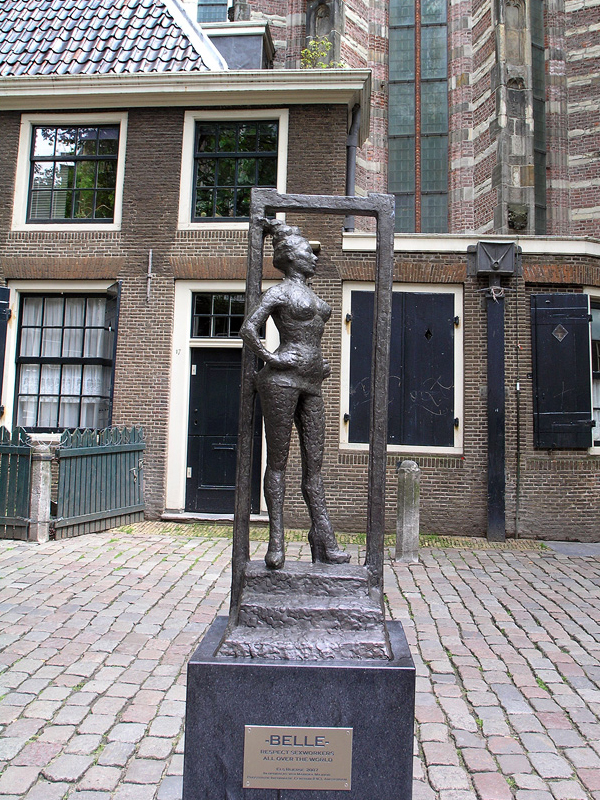
Bronzen standbeeld Belle in Amsterdams rosse buurt De Wallen, bij de Oude Kerk. Het werd op initiatief van Mariska Majoor opgericht in maart 2007 met het opschrift: "Respect sex workers all over the world."

Het Wereldhandvest en de twee Wereldhoerencongressen in Amsterdam (februari 1985) en Brussel (oktober 1986) stonden symbool voor een wereldwijde beweging en politiek voor de rechten van prostituees. In het Handvest werd een op mensenrechten gebaseerde benadering van prostitutie vastgelegd, die vervolgens verder is uitgewerkt door de sekswerkersrechtenbeweging.
In 1999 besprak de Santa Monica Mirror de popularisering van de term "sekswerker" (sex worker) als alternatief op "hoer" (whore) of "prostituee" (prostitute) en noemde onder andere het Wereldhandvest als bron van "een wereldwijde politieke beweging die streeft naar erkenning en sociale verandering".
In 2000 publiceerde de Carnegie Council for Ethics in International Affairs een rapport dat besprak welke resultaten het World Charter vijftien jaar na zijn uitgave had bereikt. Het rapport concludeerde dat de mensenrechtenbenadering die is vastgelegd in het Wereldhandvest "zeer nuttig is gebleken voor pleitbezorgers die discriminatie van sekswerkers proberen te verminderen". Voorvechters van mensenrechten in Australië gebruikten bijvoorbeeld de taal van mensenrechten om zich te verzetten tegen "verplichte gezondheidstests" voor sekswerkers en om te eisen dat informatie over gezondheid vertrouwelijk blijft. 
Het rapport stelde echter ook vast dat pogingen van anti-prostitutieactivisten om prostitutie (als geheel) te definiëren als een schending van de mensenrechten, voor sommige regeringen de weg zouden kunnen openen om te proberen "de seksindustrie af te schaffen".
In 2003 observeerde Kimberly Klinger in het tijdschrift The Humanist dat het World Charter for Prostitutes' Rights "een model [was geworden] dat door mensenrechtengroepen over de hele wereld wordt gebruikt".

### Oppositie
In andere kringen werd het Wereldhandvest aanvankelijk met scepsis en spot ontvangen. Het Philadelphia Daily News vroeg "Staat er ook een ontslagclausule in?" Een andere schrijver schrijver verwees er spottend naar als "een Magna Carta voor hoeren". Toen in 1986 te Brussel het Tweede Wereldhoerencongres werd gehouden, meldde Time: "Wat deden al die hoeren wel niet vorige week in de gewijde zalen van het Europees Parlement in Brussel? De morele verontwaardiging die in de gangen weerklonk, suggereerde misschien dat er een reconstructie van Sodom en Gomorra werd opgevoerd. De reden: ongeveer 125 prostituees, inclusief drie mannen, bezochten het Tweede Wereldhoerencongres."

Het Charter blijft omstreden, aangezien sommige feministen prostitutie als een van de ernstigste problemen beschouwen onder vrouwen in met name ontwikkelingslandens. In het boek Prostitution and Pornography (2006) leverden anti-porno-activisten Vednita Carter en Evelina Giobbe de volgende kritiek op het Handvest:
"Doen alsof prostitutie een baan is als elke andere baan zou lachwekkend zijn als het niet zo ernstig was. Het is gevaarlijk en onverantwoord om gemarginaliseerde geprostitueerde vrouwen te laten geloven dat decriminalisatie iets wezenlijks zou veranderen aan hun leven als prostituee. Er staan geen bevrijdende clausules in het Wereldhandvest.   Pooiers zijn geen 'derde partij-managers'."